# Dálnice G4212 Che-fej – An-čching
Dálnice Che-fej – An-čching (čínsky v českém přepisu che-fej an-čching kao-su kung-lu, pchin-jinem héféi ānqìng gāosù gōnglù, znaky zjednodušené 合肥－安庆高速公路), běžně označovaná jako dálnice Che-an (čínsky v českém přepisu che-an kao-su, pchin-jinem hé'ān gāosù, znaky zjednodušené 合安高速), v čínské dálniční síti označovaná G4212, je dálnice v Číně spojující města Che-fej a An-čching. Celá se nachází v provincii An-chuej. Jedná se o výběžek dálnice G42 Šanghaj– Čcheng-tu.
Dálnice začíná poblíž Che-feje, hlavního města provincie An-chuej, odvětvením z dálnice G40, poté vede na jih přes okresy Lu-ťiang, Tchung-čcheng a Chuaj-ning až do I-siou, městského obvodu An-čchingu, nedaleko řeky Jang-c'. Dálnice je dlouhá přibližně 170 km a částečně vede po dálnicích G3 a G50.